# 浜地真澄
- 濵地真澄
- 濱地真澄

浜地 真澄（はまち ますみ、1998年5月25日 - ）は、福岡県福岡市西区出身のプロ野球選手（投手）。右投右打。横浜DeNAベイスターズ所属。
姓の表記は、ドラフト指名時点では俗字を使った「濵地」とされており、一部メディアでは正字で「濱地」と記されるなどしていたが、プロ入り以降の登録名は新字体を用いた「浜地」となっている。

## 経歴

### プロ入り前
福岡市立元岡小学校1年時に野球を始め、6年時には福岡ソフトバンクホークスジュニアに選出。福岡市立元岡中学校時代は同校の軟式野球部へ所属し、3年時に県大会で準決勝進出を果たした。
福岡大大濠高校に進学後、1年時秋からベンチ入り。2年秋からエースとなり、3年春には九州大会優勝を果たすなど、山本由伸（都城）、梅野雄吾（九産大九産）、太田龍（れいめい）と並んで「九州四天王」と呼ばれる活躍を見せた。3年夏の福岡大会では「優勝候補」と目されていたものの、初戦の福岡第一高校で自責点2ながら6失点を喫して敗退。高校の1学年先輩には坂本裕哉が、1学年後輩には三浦銀二、古賀悠斗、仲田慶介がいた。
2016年のNPBドラフト会議で、阪神タイガースから4巡目指名を受けた。契約金4000万円、年俸500万円（金額は推定）で入団。背番号は36。

### 阪神時代
2017年には、ウエスタン・リーグ公式戦で7月中旬まで6試合に登板。7月15日には同期入団の才木浩人と共に一軍練習へ参加したが、その直後に腰を痛めてからは、治療とリハビリに専念した。
2018年にはリハビリを経て、6月の練習試合から実戦に復帰。ウエスタン・リーグ公式戦9試合の登板（投球イニング27回0/3）で、3勝1敗1セーブ、防御率1.00を記録した。10月6日には、チームの8年ぶりリーグ優勝で臨んだイースタン覇者読売ジャイアンツとのファーム日本選手権（KIRISHIMAサンマリンスタジアム宮崎）で先発。自身に勝敗は付かなかったものの、チーム12年ぶりの選手権制覇に貢献した。秋季安芸キャンプでは、才木・望月惇志とともに「キャンプMVP」へ選出。アジアウインターリーグにもNPBウエスタン選抜の一員として参加すると、試合中に顔面に打球が直撃するアクシデントに見舞われながらも、先発で3試合に登板、1勝0敗、防御率3.97という成績を残した。
2019年には、入団後初めて、一軍の春季沖縄キャンプへ参加。キャンプ中の実戦登板や、オープン戦を通して好投を続けたことから、一軍の開幕ローテーション入りを果たした。4月4日の対巨人戦（東京ドーム）に先発し一軍公式戦のデビュー、自身と同じく一軍公式戦初登板の髙橋優貴と投げ合ったが、4回6失点という内容で黒星を喫した。両軍の先発投手がプロ初登板（外国人を除く）だったのは1989年6月2日の渡辺智男（西武）と松本卓也（ダイエー）以来30年ぶりだった。以降は、一軍と二軍の往復を繰り返しながら、5月6日に再昇格して以降は、中継ぎで20試合に登板。7月30日の対中日ドラゴンズ戦（阪神甲子園球場）では、1点ビハインドで迎えた9回表の救援登板を無失点で凌いだ直後に、チームが逆転サヨナラ勝ちを収めたことから一軍公式戦での初勝利を挙げた。レギュラーシーズンでは、21試合の登板で2勝1敗、防御率6.11を記録。シーズン終了後には、推定年俸850万円（前年から350万円増）という条件で契約を更改した。
2020年、新型コロナウイルス感染症のPCR検査で陽性判定を受けたことが9月25日に発表された。
2021年はわずか4試合の登板に終わった。
2022年、2年ぶりに春季キャンプを一軍で迎える。その後も結果を残し、中継ぎとして3年ぶりに開幕一軍に選出された。開幕後はピンチの場面でスクランブル登板する「火消し役」としての適性が評価され、同様の場面でたびたび起用された。特に5月10日の対広島東洋カープ戦（甲子園）では、岩貞祐太が無死満塁の大ピンチを招いた場面で投入されたが、後続を3人で抑え無失点で切り抜けた。15日の対横浜DeNAベイスターズ戦（横浜スタジアム）で投球中に右下肢の張りを訴え降板。翌日に登録を抹消された。その後療養期間を経て6月17日に一軍に再昇格した。結果的に、前半戦だけで自己最多を更新する30試合に登板。前半戦終了時点で0勝2敗10ホールド、防御率1.27の成績を残した。制球力も光るものを見せ、6月26日の対中日戦（甲子園）でアリエル・マルティネスに対して与えた申告敬遠がシーズン初四球となるほどであった。後半戦は7回のマウンドを任されることが明言され、浜地ー湯浅京己 - 岩崎優という勝利の方程式が組まれることになった。7月4日の対DeNA戦（甲子園）では、山下幸輝との16球にもわたる勝負の末に見逃し三振に仕留め、この回を三者連続三振とした。8月20日の対巨人戦（東京ドーム）後には、シーズン初めて防御率が1を割り込み0.97となった。9月1日の対広島東洋カープ戦（甲子園）では、同点の7回に登板し無失点。裏の攻撃で味方が勝ち越しを決めたことで、1116日ぶりとなる勝ち星を手にした。その後も好投を続け、9月5日の対巨人戦（甲子園）まで16戦連続で無失点に抑えた。最終的に自己最多となる52試合に登板し、防御率は1.14を記録した。10月8日にはDeNAとのCSファーストステージ（横浜）第1戦でプレーオフ初登板を果たした。9日の第3戦では、3回に一死一・三塁のピンチを招いた先発の才木浩人に代わって2番手としてスクランブル登板し、牧秀悟を併殺に打ち取り流れを絶った。14日に行われた東京ヤクルトスワローズとのCSファイナルステージ（明治神宮野球場）第3戦では、1点リードの7回に二死一・二塁の場面で登板するも、四球と自身の失策で逆転を許してしまった。シーズン終了後の11月30日に契約を更改し、大幅昇給となる推定年俸3200万円（前年から2500万円増）でサインした。
2023年は前年から一転、開幕から集中打を打たれる場面が目立ち、シーズンを通して4度二軍落ちを経験するなど、掴みかけていた勝ちパターンの座を失った。最終的に30試合の登板で、勝敗こそ3勝1敗であったが、防御率は5.86と前年を大きく下回る数字となった。シーズン終了後の11月24日に、200万円減となる推定年俸3000万円でサインした。
2024年は18試合に登板し、防御率2.11を記録。11月26日、200万円減となる推定年俸2800万円で契約を更改した。

### DeNA時代
2024年12月9日に行われた現役ドラフトにて、横浜DeNAベイスターズへの移籍が決定した。背番号は妻とも相談し、キャリアハイの登板数と同じ52を選択した。

## 選手としての特徴
最速152km/hのストレートとスライダー、カーブ、チェンジアップを投げる。肘を柔らかく使った力みのないフォームが特徴。コントロールと球のノビ、キレに対する評価が高い一方で、決め手となる変化球の体得を課題としている。2019年オフに新球としてパームを習得。22年シーズンには実戦に投入している。

## 人物
実家は1870年（明治3年）から続く老舗醸造所「浜地酒造」。実父は5代目に当たり、浜地の兄が次期6代目に当たる。両親の勧めで高校2年時から自家製のノンアルコールの甘酒を毎朝飲み、「頭がすっきりして、風邪をひく回数も減った」という。一家揃って阪神ファンで、幼い頃から毎年甲子園へ観戦に訪れていた。実家には金本知憲の等身大パネルがある。2023年から甲子園球場では、浜地酒造が製造する「ヨーグルト梅酒」を使ったドリンクが販売されていた。弟はJリーグ・アビスパ福岡のサポーターで、2022年に浜地酒造がアビスパ福岡のオフィシャルパートナーとなり、オリジナルのクラフトビール「アビスパエール」を販売している。
母親によると、極度の恥ずかしがり屋であり、幼い頃は人前に立つたびに泣いていたが、野球に関してはその限りではなかったという。
高校3年夏の福岡大会で初戦敗退したことについて「あの負けは引きずっているというか、忘れられない」と語り、当時の新聞記事をプロ入り後も寮の部屋に貼っている。
2022年にヒーローインタビューに登場した際、名前の「ハマチ」に引っ掛けて「鮮度の良いピッチング」というフレーズを使用し笑いを誘った。
2023年11月21日、一般女性と入籍した。

## 詳細情報

### 年度別投手成績
| 年 度     | 球 団     | 登 板 | 先 発 | 完 投 | 完 封 | 無 四 球 | 勝 利 | 敗 戦 | セ 丨 ブ | ホ 丨 ル ド | 勝 率 | 打 者 | 投 球 回 | 被 安 打 | 被 本 塁 打 | 与 四 球 | 敬 遠 | 与 死 球 | 奪 三 振 | 暴 投 | ボ 丨 ク | 失 点 | 自 責 点 | 防 御 率 | W H I P |
| --------- | --------- | ----- | ----- | ----- | ----- | -------- | ----- | ----- | -------- | ----------- | ----- | ----- | -------- | -------- | ----------- | -------- | ----- | -------- | -------- | ----- | -------- | ----- | -------- | -------- | ------- |
| 2019      | 阪神      | 21    | 1     | 0     | 0     | 0        | 2     | 1     | 0        | 0           | .667  | 128   | 28.0     | 35       | 4           | 8        | 2     | 0        | 27       | 0     | 0        | 21    | 19       | 6.11     | 1.54    |
| 2020      | 阪神      | 1     | 0     | 0     | 0     | 0        | 0     | 0     | 0        | 0           | ----  | 4     | 1.0      | 1        | 0           | 0        | 0     | 0        | 0        | 0     | 0        | 0     | 0        | 0.00     | 1.00    |
| 2021      | 阪神      | 4     | 0     | 0     | 0     | 0        | 0     | 0     | 0        | 0           | ----  | 26    | 6.0      | 8        | 0           | 2        | 1     | 0        | 6        | 2     | 0        | 3     | 3        | 4.50     | 1.67    |
| 2022      | 阪神      | 52    | 0     | 0     | 0     | 0        | 1     | 3     | 0        | 21          | .250  | 181   | 47.1     | 38       | 3           | 5        | 1     | 0        | 38       | 0     | 0        | 9     | 6        | 1.14     | 0.91    |
| 2023      | 阪神      | 30    | 0     | 0     | 0     | 0        | 3     | 1     | 0        | 6           | .750  | 121   | 27.2     | 32       | 6           | 6        | 0     | 0        | 23       | 0     | 0        | 18    | 18       | 5.86     | 1.37    |
| 2024      | 阪神      | 18    | 0     | 0     | 0     | 0        | 0     | 0     | 0        | 0           | ----  | 83    | 21.1     | 17       | 2           | 2        | 1     | 0        | 9        | 1     | 0        | 6     | 5        | 2.11     | 0.89    |
| 通算：6年 | 通算：6年 | 126   | 1     | 0     | 0     | 0        | 6     | 5     | 0        | 27          | .545  | 543   | 131.1    | 131      | 15          | 23       | 5     | 0        | 103      | 3     | 0        | 57    | 51       | 3.49     | 1.17    |

- 2024年度シーズン終了時

### 年度別守備成績
| 年 度 | 球 団 | 投手  | 投手  | 投手  | 投手  | 投手  | 投手     |
| 年 度 | 球 団 | 試 合 | 刺 殺 | 補 殺 | 失 策 | 併 殺 | 守 備 率 |
| ----- | ----- | ----- | ----- | ----- | ----- | ----- | -------- |
| 2019  | 阪神  | 21    | 2     | 3     | 1     | 0     | .833     |
| 2020  | 阪神  | 1     | 1     | 0     | 0     | 0     | 1.000    |
| 2021  | 阪神  | 4     | 0     | 2     | 0     | 1     | 1.000    |
| 2022  | 阪神  | 52    | 3     | 8     | 0     | 0     | 1.000    |
| 2023  | 阪神  | 30    | 2     | 2     | 1     | 0     | .800     |
| 2024  | 阪神  | 18    | 2     | 5     | 0     | 0     | 1.000    |
| 通算  | 通算  | 126   | 10    | 20    | 2     | 1     | .938     |

- 2024年度シーズン終了時

### 記録
投手記録
- 初登板・初先発登板：2019年4月4日、対読売ジャイアンツ3回戦（東京ドーム）、4回6失点で敗戦投手
- 初奪三振：同上、1回裏に丸佳浩から見逃し三振
- 初勝利：2019年7月30日、対中日ドラゴンズ15回戦（阪神甲子園球場）、9回表に6番手で救援登板・完了、1回無失点
- 初ホールド：2022年4月13日、対中日ドラゴンズ2回戦（バンテリンドーム ナゴヤ）、7回裏に4番手で救援登板、1回無失点

打撃記録
- 初打席・初安打：2019年4月4日、対読売ジャイアンツ3回戦（東京ドーム）、3回表に髙橋優貴から投内野安打

### 背番号
- 36（2017年[11] - 2024年）
- 52（2025年[53] - ）